# 希卡里亞 (新墨西哥州)
希卡里亞（英語：Jicarilla）是位於美國新墨西哥州林肯縣的鬼鎮。

## 歷史
希卡里亞的郵局於1892年設立，其後於1927年停運。

## 地理
希卡里亞所處的海拔為高於海平面2150米（即7054英呎），而該地所採用的時區為UTC-7，即北美山地时区（MST）。同時該地設有夏令時間，為UTC-7調快一小時，即UTC-6（MDT）。